# Brividi d'amore/Ancora un po' d'amore
Brividi d'amore/Ancora un po' d'amore è un singolo della cantante Nada, pubblicato dalla RCA Italiana, nel 1973. 

## Il disco
Il brano Brividi d'amore  ha partecipato al Festivalbar e al Un disco per l'estate ed è stato inciso anche dal complesso I Cugini di Campagna, autori del brano, nel loro secondo album Anima mia e dall'orchestra di Gianni Oddi. Il lato b Ancora un po' d'amore è stata scartata dalle selezioni del Festival di Sanremo 1973.

## Tracce
Lato A
1. Brividi d'amore – 3:40 (testo: Ivano Michetti, Giancarlo Sacchi – musica: Ivano Michetti Flavio Paulin; edizioni musicali RCA, Pull)

Lato B
1. Ancora un po' d'amore – 4:16 (testo: Franco Migliacci, Adriano Monteduro – musica: Dario Farina, Mauro Lusini; edizioni musicali RCA, MiMo)